# 蒸

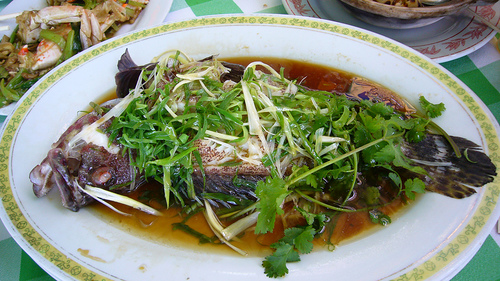
蒸魚是最常使用蒸的菜餚之一

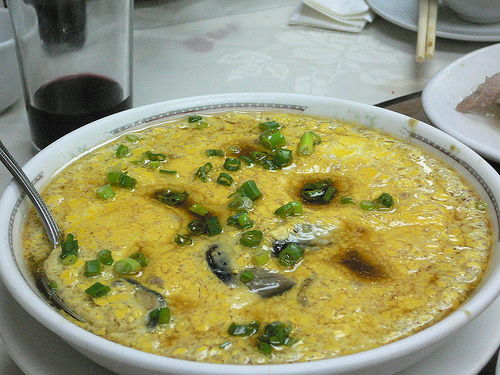
蒸水蛋也是最常使用蒸的菜餚之一

蒸是一种烹饪方法。指把食材放於蒸籠等器皿，置入注水的蒸具如鑊，利用熱力把水加熱成蒸汽，以蒸汽加熱烹熟食材的过程。
在東亞飲食文化，蒸煮是最常見的烹調方法之一，中國菜以蒸來烹調的食品以肉類、魚類及蛋類為主，蒸豆腐亦很常見，根据食品原料的不同，可分为猛火蒸，中火蒸和慢火蒸三种。相对而言，西方飲食的蒸煮則較多用於蔬菜，較少蒸肉類的菜式。

## 歷史
目前已發現的最早蒸煮廚具來自於中國黃河流域，約公元前5000年前後被使用，在日本則發現了舊石器時代的最早的蒸煮陶具。在義大利及薩丁尼亞島則發現了青銅器時代的蒸具。北美亞歷桑那州有發現約一萬年前用來蒸食物的土坑。

## 蒸煮的優點
- 保留營養
以烹調蔬菜為例，蒸煮導致葉酸（维他命B）的流失率約為15%、燙滾（白灼）則流失35%；维他命C在蒸煮下同是流失15%、白灼則為25%，其他的養分在兩種烹調法下都有類似的流失率[6]。
- 蒸可以使容易破碎的食物保持完整的形状，例如蒸鱼，蒸鸡蛋羹。

## 相關
- 蒸食列表（英语：List of steamed foods）